# Aczino

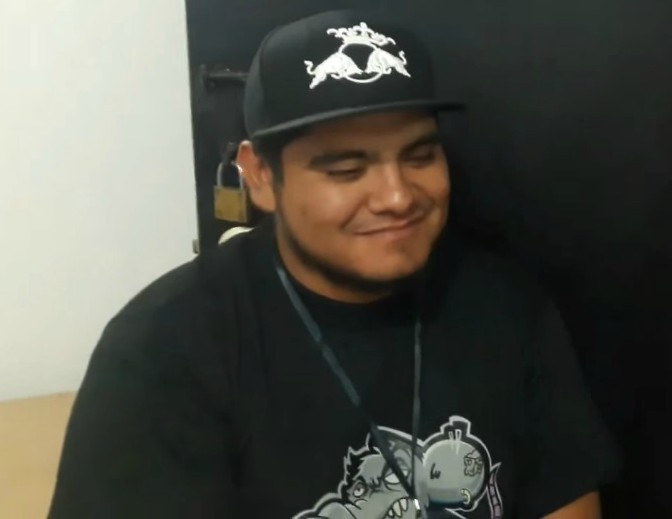
Aczino

Mauricio Hernández González (La Paz, Estado do México, 2 de julho de 1991), artisticamente conhecido como Aczino, é um rapper e freestyler mexicano. Ele é reconhecido internacionalmente por sua participação em torneios de freestyle, especialmente a Final Internacional da Red Bull Battle of the Roosters, considerada a mais importante competição espanhola de rap freestyle, da qual foi campeão em 2017 no México. Devido ao grande número de torneios internacionais que ele venceu, ele é frequentemente considerado o melhor rapper da história no campo de batalhas..

## Carreira
No ano de 2007, ele começou sua carreira nas batalhas de freestyle. Quando ele se inscreveu no torneio 2v2 Street Freestyle, se apresentando com o apelido de Serial Killer com seu parceiro Lyric Inverse (rapper que mais tarde mudou seu nome como Lirika Inverza). Ambos venceram sua primeira batalha nas oitavas-de-final (derrotando Pode e Sobe), mas perderam nas quartas de final contra Saga e Jack. Em 2008, aos 17 anos, ele se juntou a um grupo de rap chamado MC4, juntamente com outros cinco rappers.
Competir pela primeira vez na Batalha dos Galos da Red Bull, a maior competição de freestyle de língua espanhola produzida pela Red Bull, entrando no classificador regional, passando pelos filtros cara a cara, na oitava rodada (derrotando Ydeal) e perdeu em quartos contra o Sipo em 2008.
No ano 2018, Aczino perde a final da Rede Bull Batalha dos Galos Internacional contra Wos (músico) em Argentina
Em 2019  fica subcampeón no torneio Pangea com seu colega Chuty, em frente a Cacha e Dominic. Por outro lado, neste ano também participou em God Level junto a seus compatriotas Rapder e RC, ficando em 5to lugar depois das 3 datas que se deram (México, Chile e Peru) acumulando ao todo 4000 pontos.